# Маргарета Хедвиг фон Хоенлое-Нойенщайн
Маргарета Хедвиг фон Хоенлое-Нойенщайн (на немски: Margarethe Hedwig zu Hohenlohe-Neuenstein; * 1 юни 1625, Нойенщайн; † 24 декември 1676, Биркенфелд) е графиня от Хоенлое-Нойенщайн-Вайкерсхайм и чрез женитба пфалцграфиня и херцогиня на Пфалц-Биркенфелд.

## Живот
Тя е дъщеря на граф Крафт VII фон Хоенлое-Нойенщайн-Вайкерсхайм (1582 – 1641) и съпругата му пфалцграфиня София фон Цвайбрюкен-Биркенфелд (1593 – 1676), дъщеря на пфалцграф и херцог Карл I фон Цвайбрюкен-Биркенфелд и съпругата му принцеса Доротея фон Брауншвайг-Люнебург.
Маргарета Хедвиг се омъжва на 26 септември 1658 г. в Нойенщайн за херцог и пфалцграф Карл II Ото при Рейн фон Цвайбрюкен-Биркенфелд (1625 – 1671), син на пфалцгаф и херцог Георг Вилхелм и първата му съпруга графиня Доротея фон Солмс-Зоненвалде.
Тя умира в Биркенфелд на 24 декември 1676 г. и е погребана в Майзенхайм.

## Фамилия
Маргарета Хедвиг и Карл II Ото имат три деца:
- Карл Вилхелм (1659 – 1660)
- Шарлота София Елизабет (14 април 1662 – 14 август 1708 в Аленбах)
- Хедвиг Елеонора Мария (17 август 1663 – 12 февруари 1721 в Биркенфелд)